# デジフロイド
有限会社デジフロイド (digifloyd Co.,Ltd.) は、東京都国立市に所在するソフトウェア製作会社である。

## 沿革
ナムコやKAZe出身の中潟憲雄により2002年2月1日創業。
龍騎からカブトまでのゲーム版仮面ライダーの開発を行った。

## 作品
- 仮面ライダー龍騎（2002年、バンダイ、PlayStation）
- 仮面ライダー555（2003年、バンダイ、PlayStation 2）
- 仮面ライダー剣（2004年、バンダイ、PlayStation 2）
- 仮面ライダー響鬼（2005年、バンダイ、PlayStation 2）
- 宇宙刑事魂（2006年、バンダイナムコゲームス、PlayStation 2）
- 仮面ライダーカブト（2006年、バンダイナムコゲームス、PlayStation 2）
- とったど〜 よゐこの無人島生活。（2008年、バンダイナムコゲームス、ニンテンドーDS）
- 岡田斗司夫のいつまでもデブと思うなよ DSでレコーディングダイエット（2008年、ロケットカンパニー、ニンテンドーDS）
- 行列のできる法律相談所（2010年、バンダイナムコゲームス、ニンテンドーDS）
- 飛び出せ!科学くん 〜地球大探検!謎の珍怪生物に挑め!〜（2011年、バンダイナムコゲームス、ニンテンドーDS）
- あの素晴らしい弁当を2度3度（2013年、iOS移植）